# 符騰堡的索菲·路易絲
符騰堡的索菲·路易絲（德語：Sophie Luise von Württemberg，1642年2月19日—1702年10月3日），布蘭登堡-拜律特藩侯夫人，符騰堡公爵埃伯哈德三世的女兒。

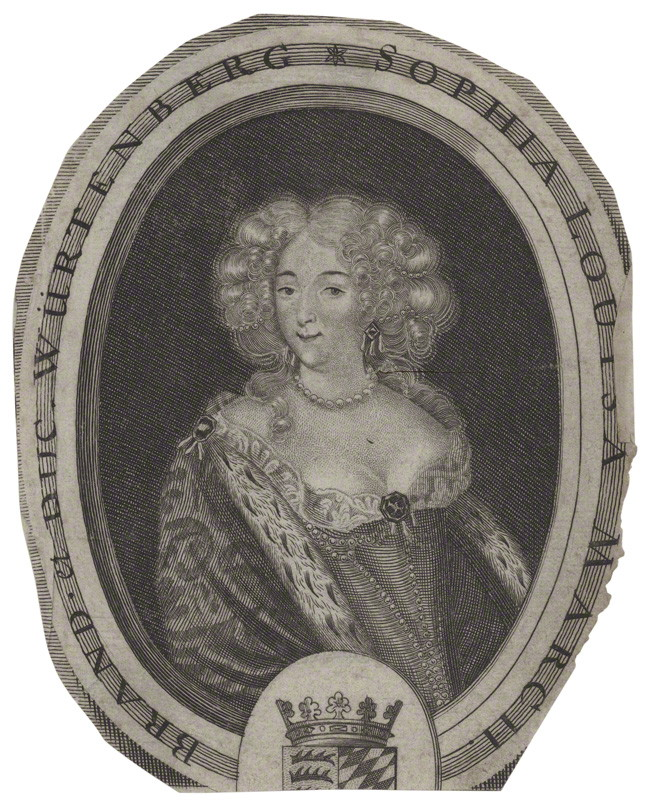
符騰堡的索菲·路易絲

## 家庭
1671年，索菲·路易絲與拜律特藩侯克里斯蒂安·恩斯特結婚，兩人共有1子2女：
1. 克莉絲蒂安（1671年—1727年）
2. 艾蕾諾爾（1673年—1711年）
3. 格奧爾格·威廉（1678年—1726年）